# Ternstroemia brevistyla
Ternstroemia brevistyla är en tvåhjärtbladig växtart som beskrevs av Clarence Emmeren Kobuski. Ternstroemia brevistyla ingår i släktet Ternstroemia och familjen Pentaphylacaceae. Inga underarter finns listade i Catalogue of Life.